# Kajaaninjoki
Il Kajaaninjoki (Kajana älv in lingua svedese) è un fiume lungo appena 10 km, che congiunge i laghi Nuasjärvi e Oulujärvi, nella Provincia di Oulu, regione del Kainuu, Finlandia.

## Decorso

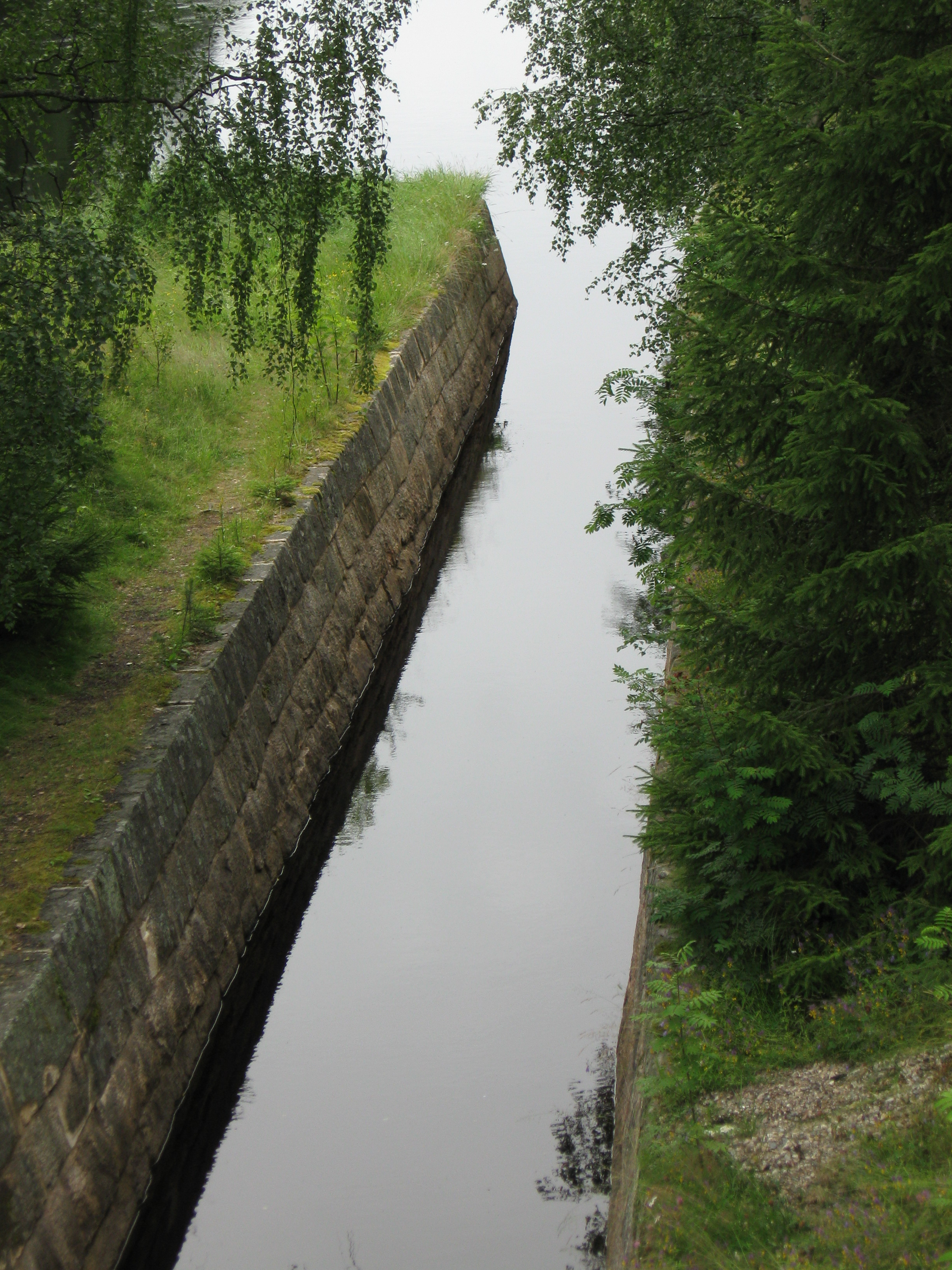
Canale per il trasporto del catrame vegetale

Come suggerisce il nome, il fiume attraversa la città di Kajaani. Nel suo percorso, il fiume è punteggiato di isolette fluviali fra cui, lungo la città di Kajaani, la piccola isola urbana di Ämmäkoski sopra la quale sono visibili le rovine dell'antica fortezza di Kajaani, edificata nei primi anni del XVII secolo. Nei pressi dell'isola Ämmäkoski vi sono le rapide Ämmäkoski; qui, nel 1846 fu scavato un canale, unico al mondo, per il trasporto del catrame vegetale.
La città di Kajaani venne fondata a metà del XVII secolo, dopo la costruzione della fortezza, in vista dello sfruttamento del legname proveniente dalle vaste foreste circostanti. Il fiume è stato essenziale per il trasporto del legname. Dal lago Oulujärvi, nel quale il fiume Kajaani si versa, nasce il fiume Oulujoki che si versa direttamente nel Golfo di Botnia.
L'importanza economica del breve fiume è legata alla presenza di ben tre centrali idroelettriche lungo il suo decorso, con una produzione media annua di 100.000 MWh nel 2005.